# Sitalá
Sitalá es una localidad del estado mexicano de Chiapas, cabecera del municipio homónimo. 

## Toponimia
La palabra "Sitala" viene del náhuatl xitalha, que significa “nagual del padre del miedo”.

## Historia
El nombre de Sitalá es una versión mexicanizada de Xitalhá. Desde épocas anteriores a la llegada de los conquistadores españoles, la población maya se estableció en el actual territorio del municipio, probablemente en aldeas dispersas. Los primeros documentos que se conoce datan del siglo XVI. En 1659 solicitan al padre provincial de los dominicos tres candidatos a padre doctrinero para Sitalá; en 1850, se nombra catequista de Sitalá al padre José de Ontoria; el 10 de agosto de 1712, estalla la rebelión de las comunidades tzeltales en la cual Sitalá participó activamente. La rebelión fue derrotada el 21 de noviembre del mismo año. En el siglo XIX, se establecieron numerosas haciendas en la región; en 1916 el general Alberto Pineda se levantó en contra del gobierno de Carranza, en un rancho cercano a Sitalá, convirtiéndose el territorio del municipio en escenario de numerosos combates.

## Geografía
La localidad está ubicada en la posición 17°1′28″N 92°18′21″O / 17.02444, -92.30583, a una altitud de 1106 m s. n. m.
Según la clasificación climática de Köppen, el clima corresponde al tipo Am - tropical monzónico.

## Demografía
Cuenta con 2091 habitantes lo que representa un incremento promedio de 1.9% anual en el período 2010-2020 sobre la base de los 1738 habitantes registrados en el censo anterior. Ocupa una superficie de 1.07 km², lo que determina al año 2020 una densidad de 1955 hab/km².
| Gráfica de evolución demográfica de Sitalá entre 2000 y 2020      |
|                                                                   |
| Fuente: Instituto Nacional de Estadística Geografía e Informática |

En el año 2010 estaba clasificada como una localidad de grado alto de vulnerabilidad social.
La población de Sitalá está mayoritariamente alfabetizada (16.16% de personas analfabetas al año 2020) con un grado de escolarización en torno de los 6 años. El 88.57% de la población es indígena.